# Schloss Höchstädt

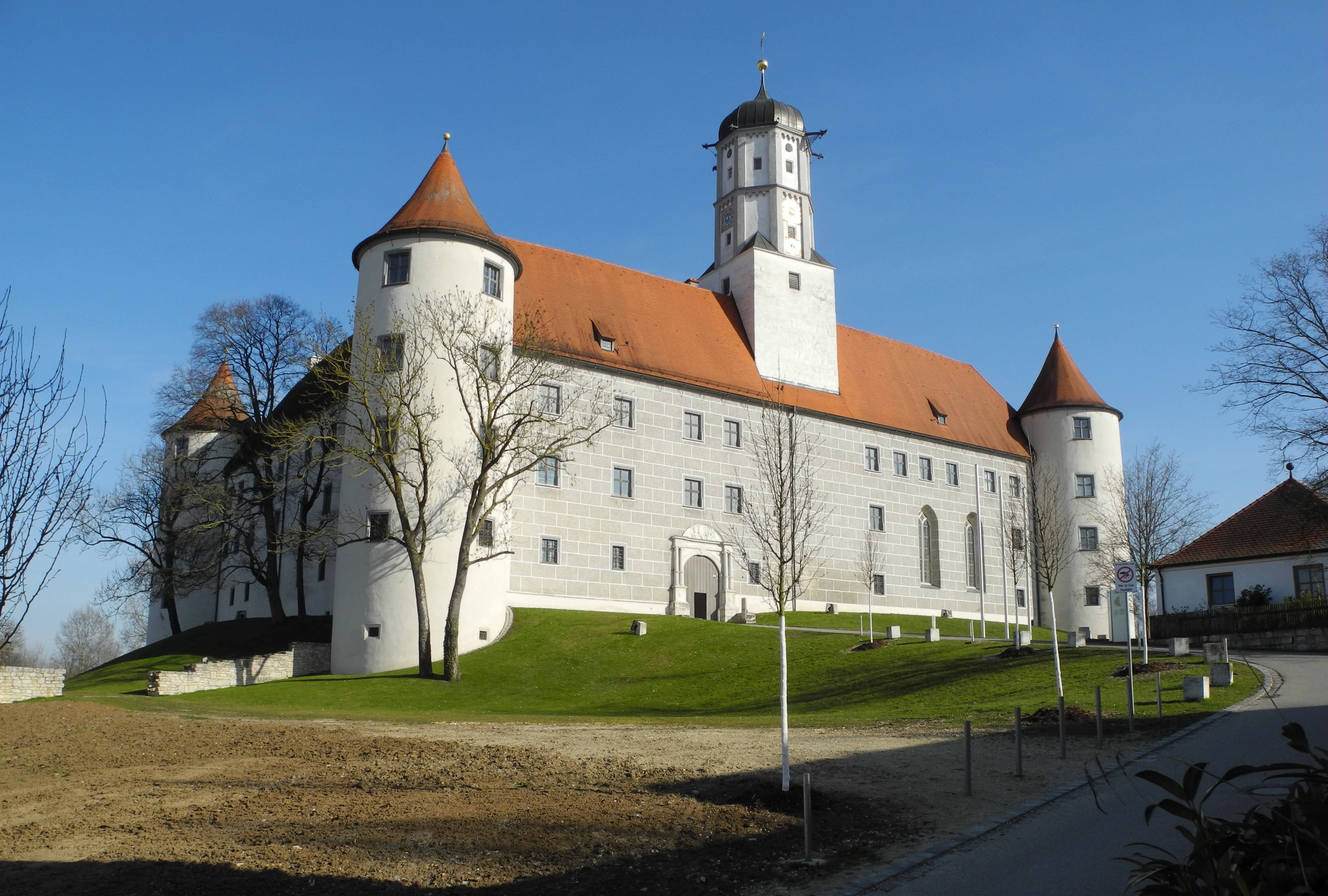
Schloss Höchstädt

Das Schloss Höchstädt in Höchstädt an der Donau zählt zu den wertvollen Bauten aus der deutschen Spätrenaissance.

## Geschichte

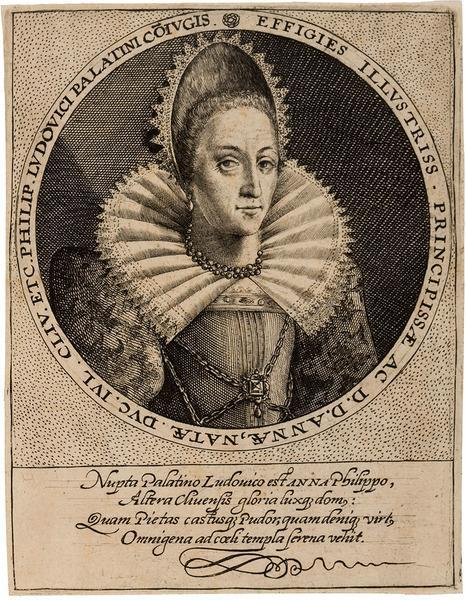
Anna von Jülich-Kleve-Berg, Pfalzgräfin von Neuburg (1552–1632)

Das Schloss wurde zwischen 1589 und 1603 auf Wunsch von Pfalzgraf Philipp Ludwig von Pfalz-Neuburg nach Entwürfen von Lienhart Grieneisen von Hofbaumeister Sigmund Doctor als dreigeschossiges Gebäude auf rechteckigem Grundriss mit mehr als 120 Zimmern, Zwerchgiebeln, Treppentürmchen und den vier runden Ecktürmen errichtet. Der gotische Bergfried eines Vorgängerbaus wurde einbezogen und entzieht sich der Symmetrie.
Das Schloss diente als Witwensitz für Philipp Ludwigs Frau Anna von Jülich-Kleve-Berg, die dort von 1615 bis 1632 lebte. Im Gegensatz zu ihrem Sohn Wolfgang Wilhelm hielt sie am protestantischen Bekenntnis fest, was die Ausmalung der Schlosskapelle noch heute bezeugt. Wandmalereien aus der Entstehungszeit, stuckierte Decken und intarsierte Portale sind in den Räumen erhalten geblieben. Das Schloss diente später als Amtsgericht mit Gefängniszellen sowie in der Zeit des Nationalsozialismus dem Reichsarbeitsdienst.
Der mit dem Kunstraub in Europa beauftragte Einsatzstab Reichsleiter Rosenberg (ERR) deponierte 1944 über 550.000 Objekte von Kulturgütern und wissenschaftlichem Material, 14 Eisenbahnwaggons aus der Ukraine und 4 Waggons Musealien aus Minsk, im Schloss und beschäftigte eine Gruppe ukrainischer Wissenschaftler mit der Inventarisierung. Geleitet wurde das Unternehmen von dem als Kustos eingesetzten Paul Grimm und von den Direktoren Rudolf Stampfuß und Werner Hülle. 1945 wurden die Objekte in den Central Collecting Point nach München transportiert und 1946 an die Sowjetunion restituiert.
In den 1980er Jahren begann die Restaurierung durch die Bayerische Schlösser- und Seenverwaltung. Seit 2004 ist fast das ganze Schloss restauriert und begehbar. Lediglich die Schlafgemächer der Herzogin sind noch unvollständig (Stand: 2007).

## Heutige Nutzung
Das Schloss beherbergt heute (2007) Ausstellungsräume für diverse Wanderausstellungen, den Rittersaal und die Schlosskapelle als Konzertsaal, verschiedene Seminar- und Konferenzräume und den Schlosskeller als Veranstaltungsort für Hochzeiten, Geburtstagsfeiern etc.
Nicht zuletzt aufgrund dieser zahlreichen Nutzungsmöglichkeiten hat sich das Schloss in den letzten Jahren zu einem Kulturzentrum der Gemeinde weiterentwickelt. 2009 kamen 12.900 Besucher.
Derzeit (2007) erinnert eine Dauerausstellung im 2. Stock an die für die Geschichte Europas bedeutsame Zweite Schlacht bei Höchstädt von 1704.
2010 wurde im Schloss auf knapp 900 Quadratmetern das Museum Deutscher Fayencen mit etwa 1000 Exponaten eröffnet, in dem Geschichte und Fertigungstechnik dieser Keramikgattung sowie Produkte aus 58 Fayence-Manufakturen präsentiert werden.

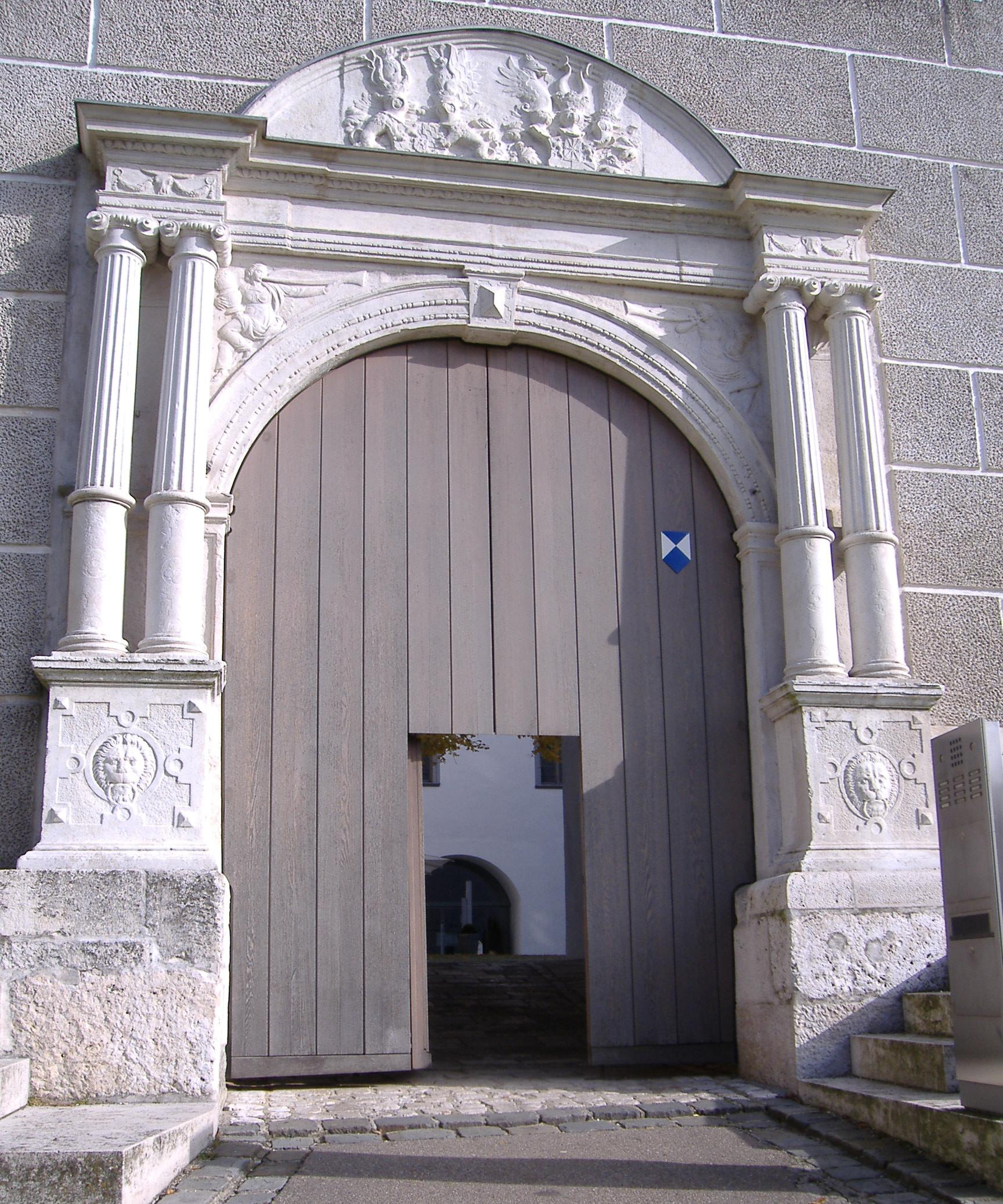
Schlossportal
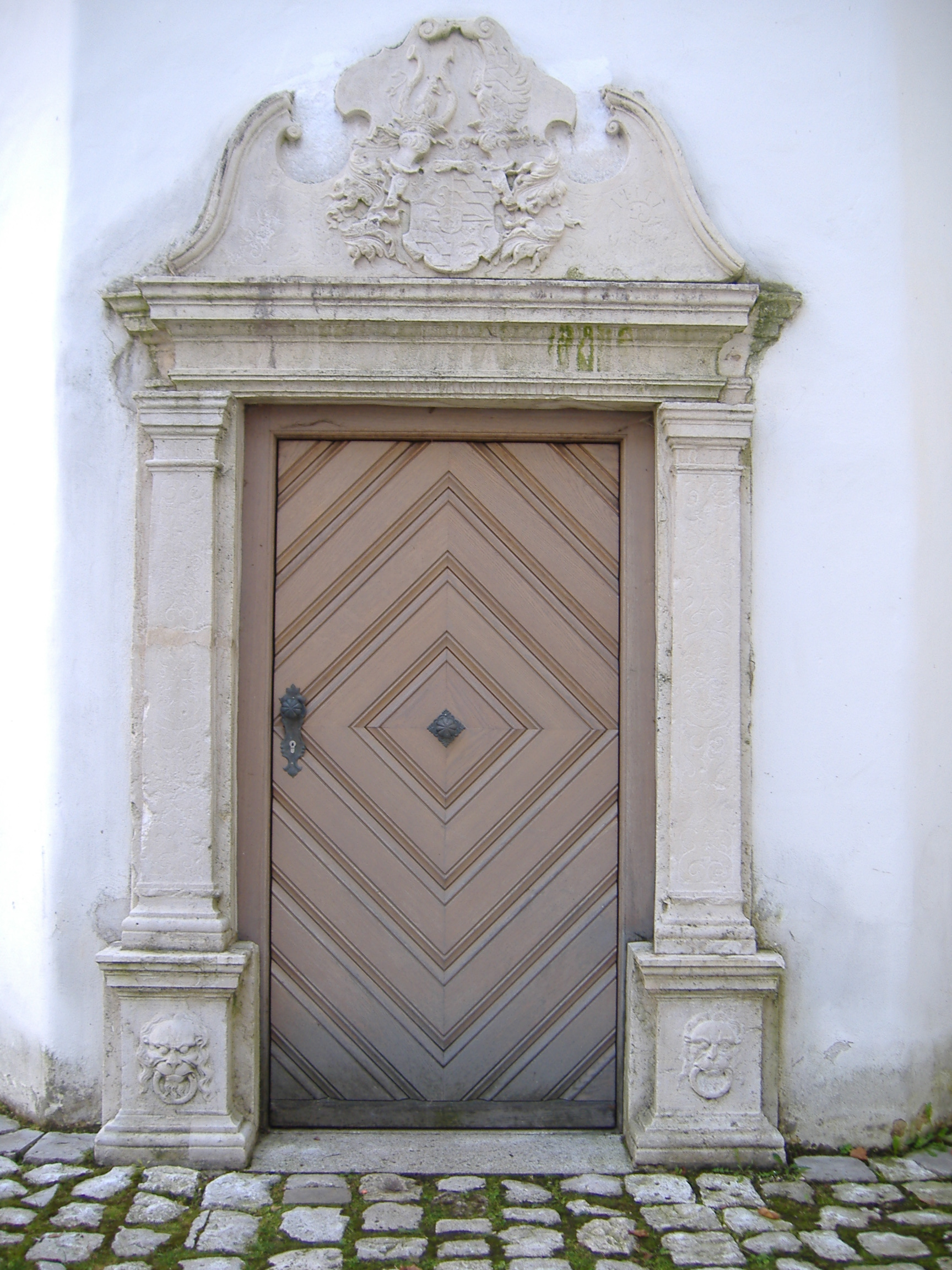
Portal im Innenhof
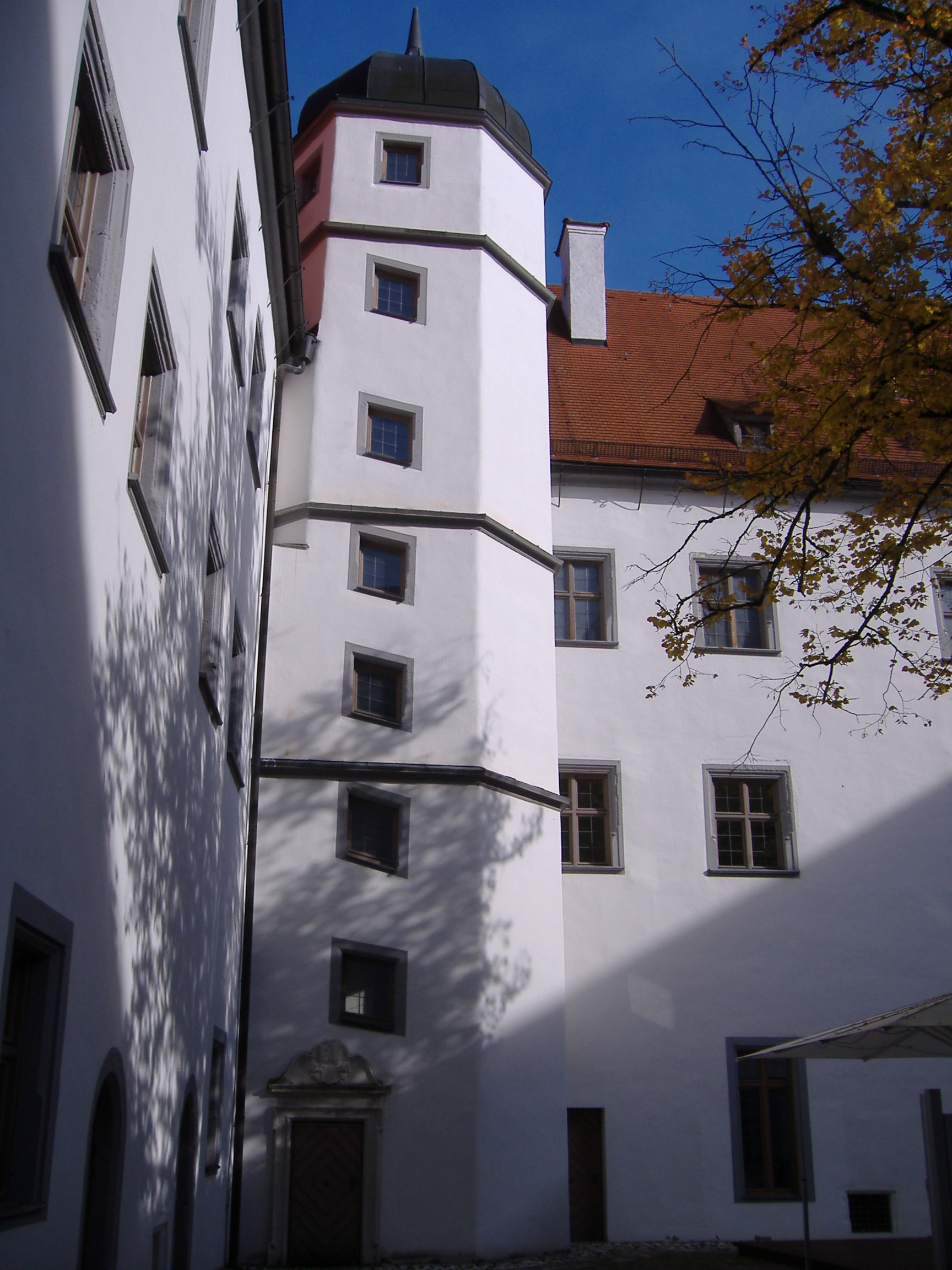
Treppenturm im Innenhof
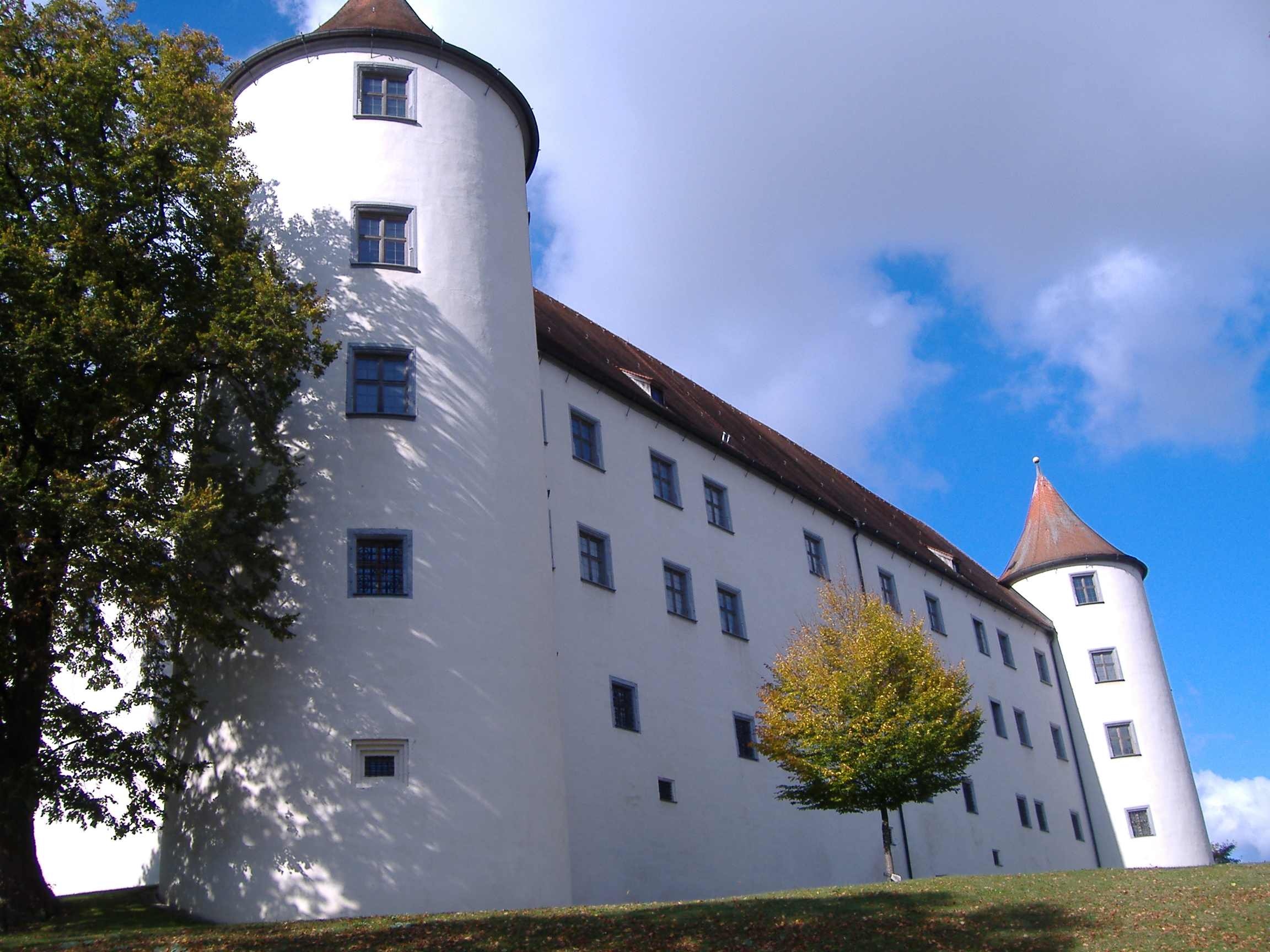
Südfront
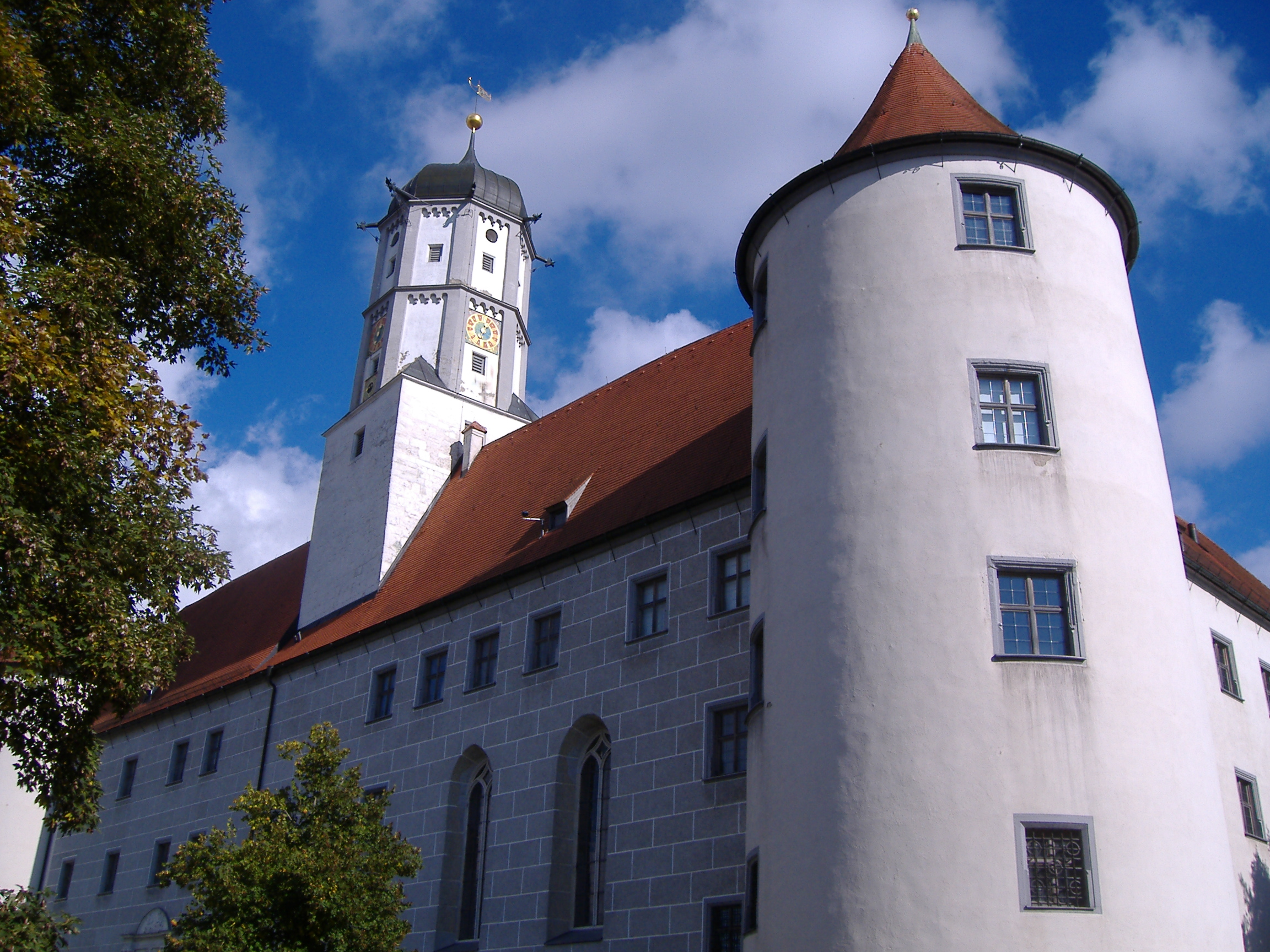
Süd-/Westfront